# Confederația Germană
Confederația Germană (în germană Deutscher Bund) a fost o confederație formată din mai multe state din Europa Centrală, care a existat între 1815 și 1866. A fost formată în urma Congresului de la Viena ca succesoare a Sfântului Imperiu Roman, ce fusese desființat în anul 1804. Reunea fostele state membre ale Confederației Rinului, împreună cu Prusia și Austria, plus o serie de teritorii ce fuseseră încorporate în Primul Imperiu Francez. În urma Revoluției de la 1848 confederația a fost dizolvată, dar a fost restabilită doi ani mai târziu în 1850. Rivalitatea dintre cele două state importante, Prusia și Austria, a dus la Războiul Austro-Prusac din 1866 și la dizolvarea confederației. O serie de state au format Confederația Germană de Nord în jurul Prusiei, celelalte, cu excepția Austriei, alăturându-se acesteia în 1871 pentru a forma Imperiul German.

## Membrii Confederației Germane

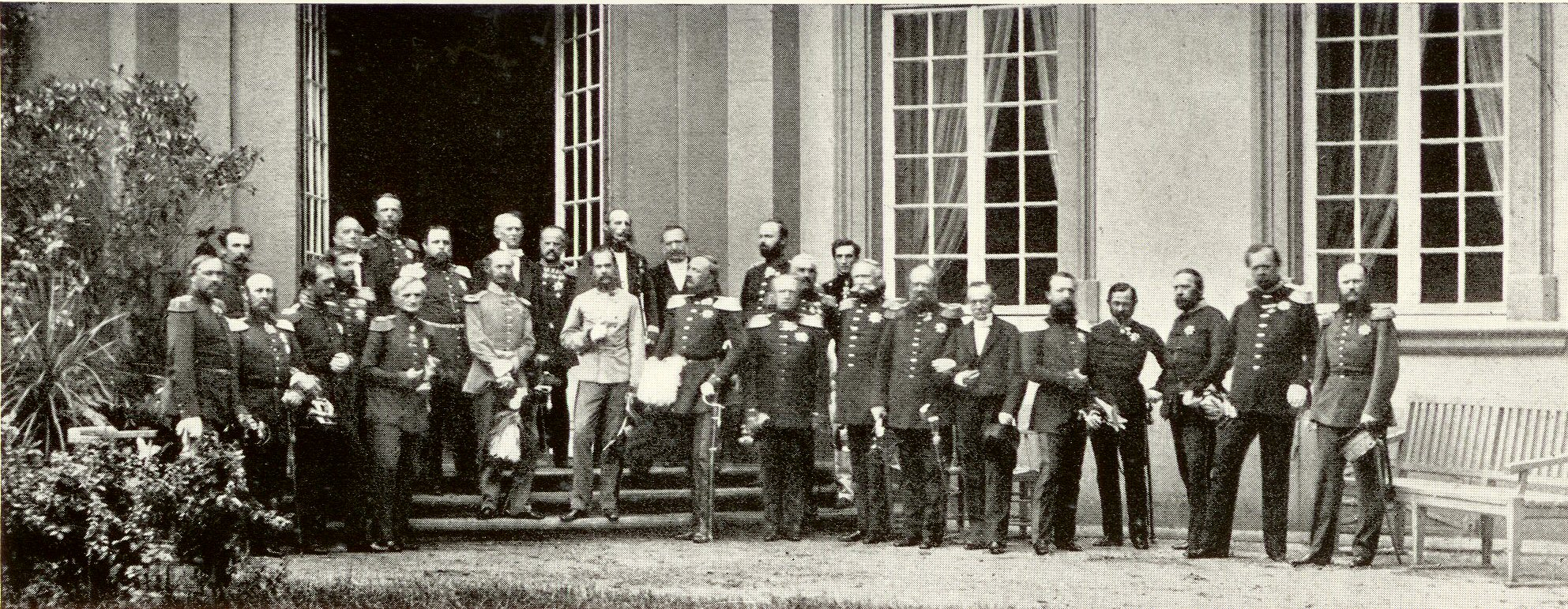
Monarhii statelor membre ale Confederaţiei la Frankfurt în 1863

Confederația Germană era o confederație ce regrupa 39 de state. Adunarea Federală din Frankfurt reprezenta suveranii și nu popoarele acestor state. Dimensiunea și influența statelor individuale era variabilă, astfel:
- Imperiul Austriac și Regatul Prusiei erau cele mai mari și cele mai puternice membre ale confederației. Mare parte din teritoriul controlat de acestea nu făcea parte din confederație. De asemenea, o mare parte din armatele respective nu au fost încorporate în armata federală. Astfel cele două state au continuat să funcționeze ca state independente. Amândouă statele aveau câte un vot în Adunarea Federală.
- 3 state membre erau conduse de monarhi străini: Regatul Danemarcei, Regatul Unit al Țărilor de Jos și Regatul Unit (până în 1837) erau membri ai confederației sub titlurile de duce de Holstein, mare duce de Luxemburg și rege al Hanovrei. Fiecare dintre aceștia avea un vot în Adunarea Federală.
- 6 alte state mari aveau fiecare câte un vot în Adunarea Federală: Regatul Bavariei, Regatul Saxoniei, Regatul Württembergului, Prinț Elector al Hessei, Mare Duce de Baden și Marele Ducat Hessa.
- 23 state mici și minuscule partajau cinci voturi în Adunarea Federală.
- Cele 4 orașe libere Lübeck, Frankfurt, Brema și Hamburg partajau un vot în Adunarea Federală.

## Vezi și
- Chestiunea germană
- Kleindeutsche Lösung
- Großdeutsche Lösung
- Asociația Națională Germană
- Unificarea Germaniei